# Ридзин-Влосцянський
Ридзин-Влосцянський (пол. Rydzyn Włościański) — село в Польщі, у гміні Стшеґово Млавського повіту Мазовецького воєводства.
Населення — 58 осіб (2011).
У 1975-1998 роках село належало до Цехановського воєводства.

## Демографія
Демографічна структура станом на 31 березня 2011 року:
|          | Загалом | Допрацездатний вік | Працездатний вік | Постпрацездатний вік |
| -------- | ------- | ------------------ | ---------------- | -------------------- |
| Чоловіки | 31      | 2                  | 24               | 5                    |
| Жінки    | 27      | 1                  | 16               | 10                   |
| Разом    | 58      | 3                  | 40               | 15                   |